# Lenke Rothman
Lenke Rothman (28. März 1929 in Kiskunfélegyháza, Ungarn – 27. November 2008 in Lidingö, Schweden) war eine schwedische Künstlerin, Malerin und Schriftstellerin. Sie wurde in einer jüdischen Familie in Ungarn geboren und war 1944–1945 im KZ Auschwitz inhaftiert. Nach ihrer Rettung wurde sie nach Schweden gebracht, wo sie bis 1951 im Krankenhaus behandelt wurde.

## Leben und Werk
Lenke Rothman wurde am 28. März 1929 in der ungarischen Stadt Kiskunfélegyháza geboren. Ihr Vater Jenö Rothman war Regenschirmmacher, ihre Mutter Sarolta Rothman Damenfriseurin. Lenke Rothman war das älteste von acht Kindern. Mit ihrer Mutter und ihren Geschwistern wurde sie 1944 in das Konzentrationslager Auschwitz deportiert. Ihr Bruder Alexander und sie überlebten, weil sie zur Seite gedrängt wurden, während ihre Mutter und ihre anderen Geschwister direkt in die Gaskammer gebracht wurden. Der Vater war in ein „Arbeitsbataillon“ nach Österreich rekrutiert worden. Er musste Testbrücken und verminte Gebiete durchqueren, bevor reguläre Soldaten diese betraten. Lenke Rothman wurde als Zwangsarbeiterin in eine Fabrik nahe Berlin gebracht und 1945 in das Konzentrationslager Bergen-Belsen. Dort erkrankte sie schwer an Tuberkulose.
Nach der Befreiung aus dem KZ Bergen-Belsen erreichte Rothman am 4. Juli 1945 mit einem Transport des Roten Kreuzes Schweden. Ihr Bruder Alexander Rothman wurde aus dem KZ Buchenwald befreit und zunächst zur Behandlung in die Schweiz gebracht. Er kam 1947 nach Schweden. Lenke Rothman wurde die nächsten Jahre in Krankenhäusern und Sanatorien behandelt. In dieser Zeit begann sie zu zeichnen und zu malen. Sie war 1951 die jüngste Teilnehmerin der Ausstellung im Konstnärshuset in Stockholm mit dem Titel Utländska konstnärer i Sverige (Ausländische Künstler in Schweden). Als Schülerin an der Konstfackskolan (Hochschule für Kunst, Handwerk und Design) schrieb sie sich ebenfalls 1951 ein. Dort lernte sie die Autorinnen Nelly Sachs, mit der sie sich anfreundete, und den Autor Sivar Arnér, der im gleichen Haus wie Sachs lebte, kennen.
Lenke Rothman wurde 1954 schwedische Staatsbürgerin und heiratete Herman Abrahamsson. Ihre Arbeiten stellte sie 1954 in der Ausstellung „Unga tecknare“ im schwedischen Nationalmuseum aus.
Eine Reise nach Ravenna, um an der Accademia di belle arti di Ravenna die Techniken zum Byzantinischen Mosaik zu studieren, trat sie 1957 an. Ihre Werke stellte sie in der Ausstellung „Junge Künstler“ in Rom aus. Nach ihrer Rückkehr nach Schweden ließ sie sich 1958 scheiden und heiratete 1959 Sivar Arnér.
Ihre erste Einzelausstellung hatte sie 1960 in der Galerie „Sturegalleriet“ mit der Kuratorin Majalisa Bringert in Stockholm. Sie reiste in dem Jahr in die Niederlande nach Amsterdam und Delft sowie nach Sæby in Dänemark, um am Meer zu sitzen und Gräser und Algen zu zeichnen. Sie suchte dabei nach Mustern und Gesichtern in der zufälligen Vegetation. Ihre Werke stellte sie zu Beginn der 1960er Jahre vielfältig in Schweden aus. Das Grab ihres Vaters in Österreich besuchte sie 1964, danach reiste sie nach Split in Jugoslawien, wo sie die „Steingesichter“ zeichnete.

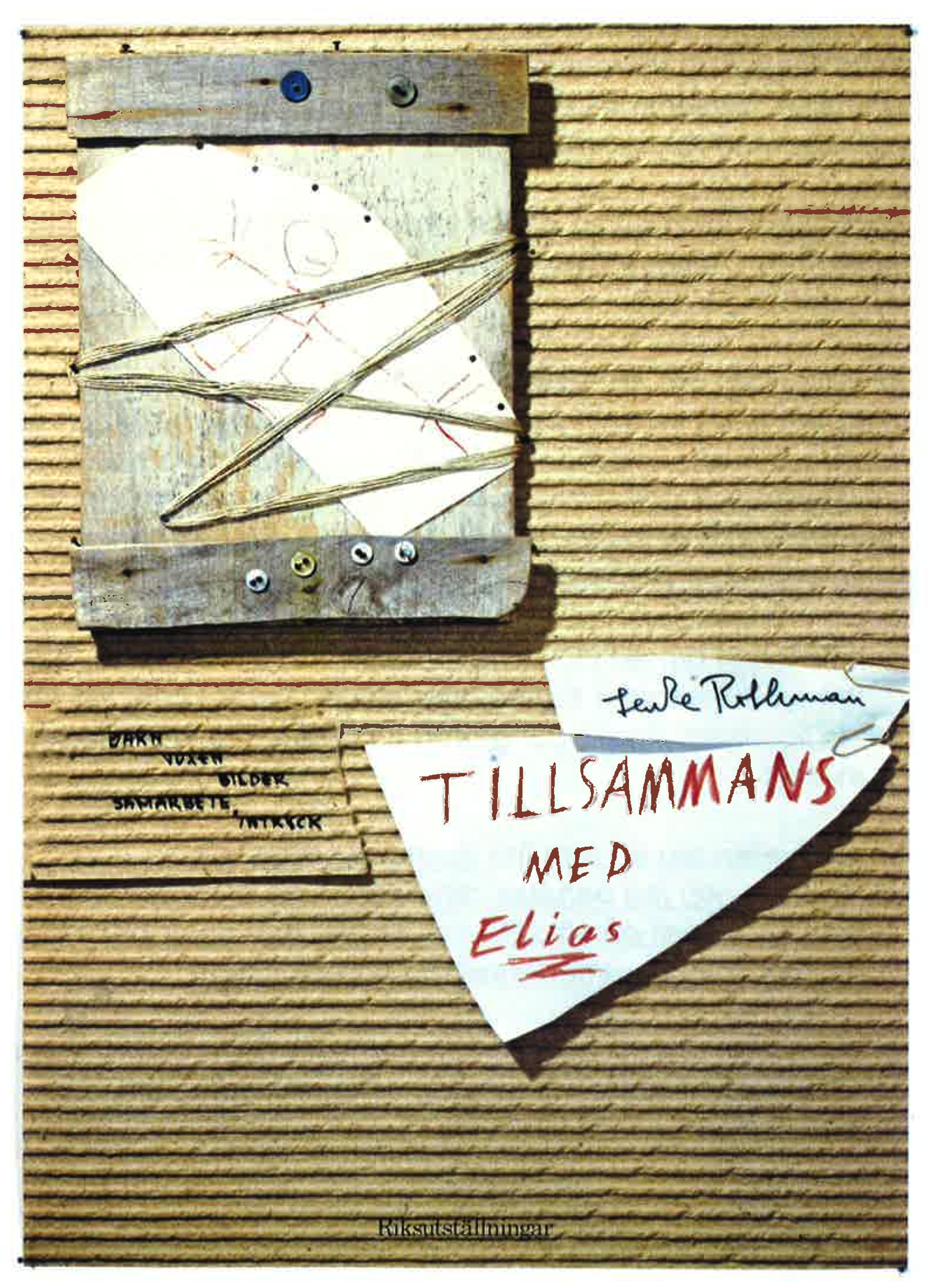
Plakat der Ausstellung „Tillsammans med Elias“

Die Geburt ihres Sohnes Elias im Jahr 1966 war für Lenke Rothman ein einschneidendes Ereignis. Sie beschrieb es mit den Worten: „Das Wunder geschah, seine Anwesenheit erinnerte mich an das Leben, an alles, was ich vergessen hatte.“ Eine Reise nach Italien im Jahr 1969 mit der Familie brachte sie in eine Unterkunft neben einem Tennisplatz, was sie dazu veranlasste, ihre Zeichnungen und Gemälde auf dem Entwurf eines Tennisplatzes zu basieren.

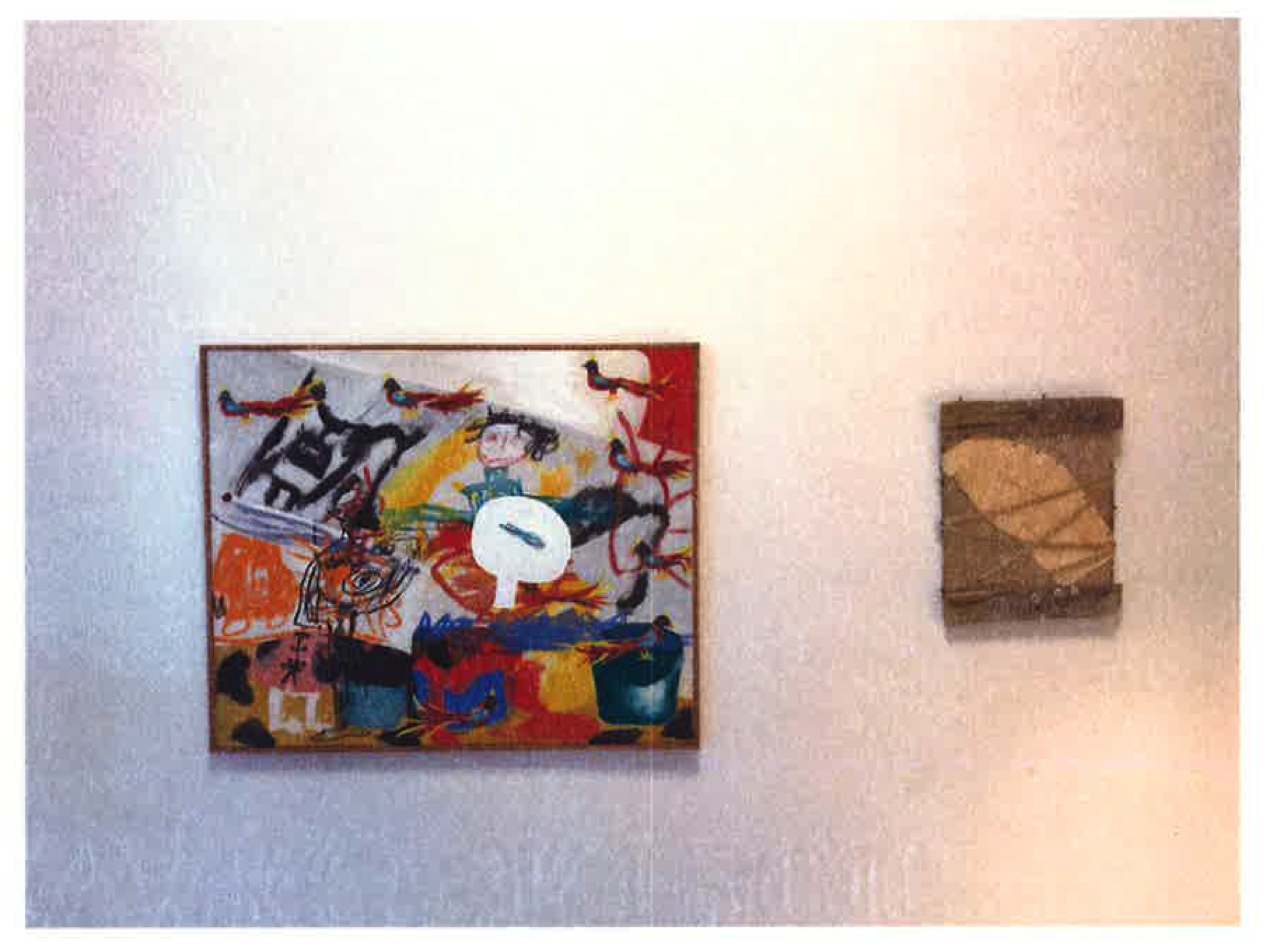
Zwei Werke der Ausstellung Tillsammans med Elias

Nach der retrospektiven Ausstellung in der Kungliga Akademien för de fria konsterna in Stockholm, die von Carlo Derkert kuratiert worden war, wurde sie in die Kungliga Konsthögskolan als Mitglied gewählt. Weitere Ausstellungen sowie ein Interview im Fernsehen folgten. Ihr wurde eine Sendung im Fernsehen mit dem Titel Ett skrin fullt med saker (Eine Truhe voller Dinge), die die Entstehung ihrer Arbeit nachzeichnete, gewidmet. Zwei Jahre später wurde ein Porträt von Rothman im Fernsehen ausgestrahlt.
Für August Strindbergs Schauspiel Ostern war sie für das Bühnenbild auf der Hauptbühne des Dramatentheaters verantwortlich. In dem Jahr erschien auch ihr Buch Lebensqualität im Kalejdoskop-Verlag.
Ein Stipendium zur Finanzierung eines einjährigen Besuchs in New York im MoMA PS1 erhielt sie 1981. Dort hatte sie eine Ausstellung in der Elise Meyer Inc Gallery West Broadway. Darüber und über ein 50-minütiges Gespräch zwischen Lenke Rothman und Andy Warhol berichteten auch das schwedische Fernsehen und die New York Times.
Zurück in Schweden war sie Teilnehmerin der Ausstellung „Geologi i konsten“ (Geologie in der Kunst) im Riksmuseet in Stockholm und nahm an einem Kunstprojekt im Auftrag von Svenska Dagbladet teil. In Zusammenarbeit mit der Fotografin Tina Ross erschien im Jahr 1984 ihr zweites Buch Ok ok no New York im Kalejdoskop-Verlag. Auch führte ihr Aufenthalt in New York zu weiteren Besuchseinladungen und einer Reihe von Ausstellungen in den USA. „The Art of Lenke Rothman“ wurde 1986 im Magnes Collection of Jewish Art and Life, Berkeley, Kalifornien, danach in der Goldman Fine Arts Gallery, Washington und in der The Jewish Quarter Inc. Gallery, Beverly Hills, Los Angeles gezeigt. Ein von ihr geschriebener Artikel über ihre Begegnung mit dem Fotografen André Kertész wurde 1986 veröffentlicht.
Zwei Jahre später, im Jahr 1988, nahm sie an einer Konferenz mit dem Titel „Remembering for the Future“ teil, die in Oxford und London stattfand. 1989 wurde ihre Ausstellung „Yttringar av liv“ in der Malmö Konsthall eröffnet. Die Ausstellung reiste weiter in die Göteborgs Konsthall. Ihr drittes Buch, Regn, erschien bei Arena AB und gewann den Preis des Albert Bonniers Förlag als Buch des Jahres.
Eine Studienreise Anfang der 1990er Jahre führte Rothman nach Japan. Dort studierte sie, wie Papier nach traditionellen Methoden hergestellt wurde. Diese Erfahrungen flossen später in ihre Kunstwerke. Sie besuchte 1995 Polen, um in Zusammenarbeit mit dem Statens konstråd (nationalen Kunstrat) ein Gedenkkunstwerk im Zusammenhang mit dem KZ Auschwitz zu schaffen.
Im Jahr 1997 verstarb ihr Ehemann Sivar Arnér.
Als im Jahr 1998 das Denkmal für Raoul Wallenberg Att minnas den goda gärningen (zur Erinnerung an die gute Tat) im schwedischen Parlament eingeweiht wurde, lernte sie den Botschafter Jan Lundvik kennen. Sie blieben bis zu ihrem Tod ein Paar.
Die Ernennung zur Professorin an der Högskolan för design och konsthantverk in Göteborg folgte im Jahr 2000. Ein Jahr später veröffentlichte sie auch ihr fünftes Buch Stygn. Ihr zweites Kunstwerk zum Gedenken an Auschwitz, Spår – et minnesmärke (Spuren – ein Denkmal), wurde im Kunstmuseum Göteborg ausgestellt. Im Jahr 2005 verbrachte sie zwei Monate im Carl Larsson-Studio in Grez-sur-Loing in Frankreich. Anschließend nahm sie an der Ausstellung „Art Feminism“ im Dunkers Kulturhus, Liljevalchs Konsthall, Hälsingland Museum und Göteborger Kunstmuseum teil.
Im Herbst 2008 wurde die umfassende Retrospektive „Geschenke“ im Dunkers Kulturhus in Helsingborg eröffnet. Wenige Monate später, am 27. November 2008, verstarb Lenke Rothman nach längerer Krankheit an akuter myeloischer Leukämie.

## Ausstellungen und öffentliche Arbeiten (Auswahl)
- 1960 Sturegalleriet, Stockholm
- 1960 Nutida Konst, Uppsala
- 1963 Gröna Paletten, Stockholm
- 1964 Galleri 54, Göteborg
- 1968 Galerie Burén, Stockholm
- 1970 Vävnad till Kanslihuset
- 1976 Retrospektiv på Konstakademien, Stockholm
- 1989 Yttringar av liv, Malmö konsthall
- 1990 Yttringar av liv, Göteborgs konsthall
- 1995 „Spår“ Skulptur, Göteborgs konstmuseum (Ursprünglich für das Ethnografische Museum in Stockholm geschaffen, wurde es in das Historische Museum in Stockholm verlegt, bevor das Werk in Göteborg installiert wurde)
- 2018 Lenke Rothman: Att hopfoga den sönderfallande världen (Um die zerfallende Welt wieder zusammenzusetzen), Sörmlands Museum